# Stanisław Dąmbski (1865–1941)
Stanisław Dąmbski h. Godziemba (ur. 28 grudnia 1865 w Rudnej Wielkiej, zm. 29 marca 1941 tamże) – prawnik, polityk konserwatywny i sanacyjny, poseł na Sejm Krajowy Galicji i do austriackiej Rady Państwa, członek Wydziału Krajowego Galicji, senator II Rzeczypospolitej.

## Życiorys
Ukończył Gimnazjum św. Anny (1883) a następnie w latach 1883–1887 studiował na Wydziale Prawa Uniwersytetu Jagiellońskiego. W 1888 uzyskał na nim tytuł doktora praw. Członek Towarzystwa Prawniczego we Lwowie, działacz jego sekcji administracyjnej.
Ziemianin, właściciel dóbr Rudna Wielka i Rudna Mała. Był członkiem Rady Powiatu (1896–1910) i Wydziału Powiatowego (1896–1909) w Rzeszowie. Działacz Okręgowego Towarzystwa Rolniczego w Rzeszowie, którego przez kilka lat był prezesem.
Konserwatysta, działacz i polityk Stronnictwa Prawicy Narodowej (1908–1937). Poseł do galicyjskiego Sejmu Krajowego VII kadencji (7 lutego 1899 – 9 lipca 1901), VIII kadencji (28 grudnia 1901 – 12 października 1907), IX kadencji (15 września 1908 – 2 kwietnia 1913), X kadencji (5 grudnia 1913 – 14 marca 1914). Wybierany w kurii I (wielkiej własności) z obwodu wyborczego nr 12 (rzeszowskiego), pierwszy raz uzyskał mandat w wyborach uzupełniających 7 lutego 1899 po rezygnacji Edwarda Jędrzejowicza. Był także posłem do austriackiej Rady Państwa IX kadencji (18 października  1899 – 18 stycznia 1900). Mandat uzyskał w wyborach uzupełniających o opróżniony po zmarłym Leonie Chrzanowskim mandat posła z kurii I (wielkiej własności) z okręgu wyborczego nr 7 (Przemyśl-Jarosław)  uzyskując 7 lipca 1899 42 głosy i pokonując Mieczysława Paszkudzkiego, który otrzymał 22 głosy. W parlamencie należał do grupy posłów konserwatywnych Koła Polskiego w Wiedniu. Z mandatu zrezygnował po objęciu funkcji członka Wydziału Krajowego Galicji którego członkiem pozostawał w latach 1900–1914.
Po I wojnie światowej gospodarował w rodzinnym majątku ziemskim. Założył szkoły w Rudnej i Pogwizdowie, ofiarował teren pod kościół, plebanię i cmentarz w Rudnej gdzie w 1912 doprowadził do powstania parafii. Od 1919 prezes Rady Naczelnej Polskich Organizacji Ziemiańskich. Po przewrocie majowym związał się z sanacją. W latach 1928–1935 pełnił funkcję senatora II kadencji, wybranego w 1928 z województwa tarnopolskiego z listy BBWR.
Kolekcję obrazów podarował w 1903 do Muzeum w Rzeszowie, a w 1929 blisko 100 obrazów podarował do zbiorów Ossolineum we Lwowie. Zmarł w rodzinnym majątku, został pochowany w grobowcu w Rudnej Wielkiej.

## Ordery i odznaczenia
- Krzyż Komandorski Orderu Odrodzenia Polski (3 października 1935)[12]
- Krzyż Komandorski z Gwiazdą Orderu Franciszka Józefa (Austro-Węgry, 1916)[13][14]
- Krzyż Komandorski Orderu Franciszka Józefa (Austro-Węgry)

## Rodzina
Syn Józefa Dąmbskiego (1840–1872) i Zofii z Trzecieskich (1843–1930). Jego rodzeństwem byli: poseł na Sejm Krajowy Aleksander Dąmbski (1868–1932), Maria (1870–1891), żona Józefa Milewskiego (1859–1916) oraz Zofia (ur. 1870). Od 1897 żonaty z Antoniną Zaleską (1873–1973), córką Filipa Zaleskiego. Poprzez żonę jego szwagrami byli Wacław Zaleski (1868–1913) i Tadeusz Czarkowski-Golejewski (1850–1945). Małżeństwo miało cztery córki: Marię Marcelinę (1898–1944), żonę Macieja Brykczyńskiego (1898–1966), Zofię (1900–1989), żonę Stefana Dąmbskiego (1893–1961), Aleksandrę (1902–1988) i Izydorę (1904–1983).

## Literatura
- Czesław Brzoza, Dąmbski Stanisław, [w:] Kto był kim w Drugiej Rzeczypospolitej, red. Jacek M. Majchrowski przy współpracy Grzegorza Mazura i Kamila Stepana, Warszawa 1994, ISBN 83-706-656-91, s. 504–505.
- Dorota Mycielska, Jarosław Maciej Zawadzki, Senatorowie zamordowani, zaginieni, zmarli w latach II wojny światowej, Warszawa 2009, s. 100–101.
- Kinga Pomes, Dąmbski Stanisław hr. (1865–1941), [w:]  Słownik biograficzny twórców oświaty i kultury XIX i XX wieku Polski Południowo-Wschodniej, red. Andrzej Meissner, Kazimierz Szmyd, Rzeszów 2011, s. 92.